# Kanaan

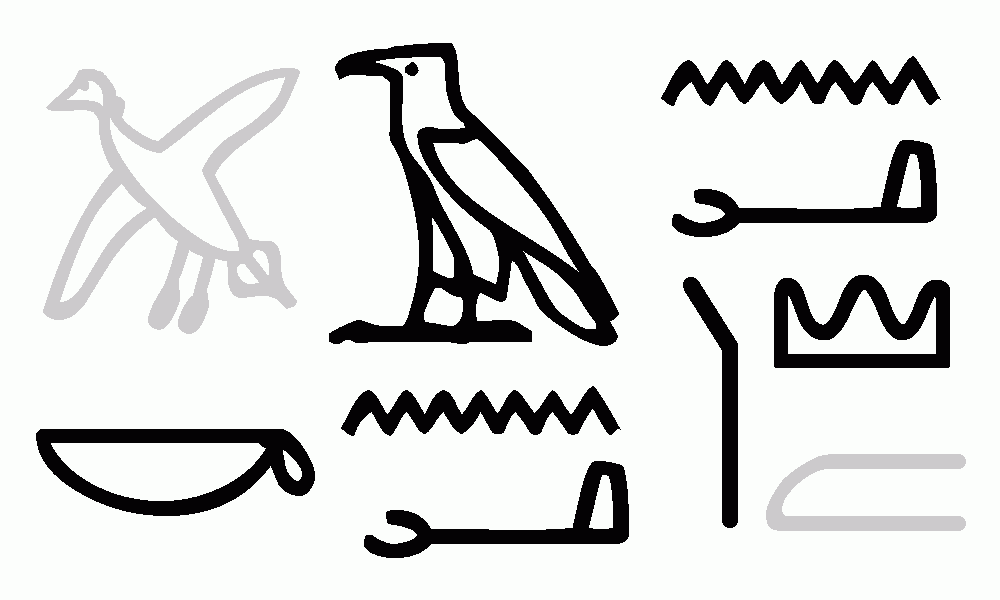
Nazwa Kanaan zapisana za pomocą hieroglifów jako kAnana (ze Steli Merenptaha)

Kanaan,  Chanaan (hebr. ‏כְּנַעַן‎ Kənáʻan lub  כְּנָעַן Kənāʻan, stgr. Χαναάν Chanaan, arab. ‏کنعان‎ Kanʻān) – kraj niski, nizinny, lub − na podstawie tekstów z Nuzi − Mat Kinahhi (kraj purpurowej wełny), starożytna kraina na wschodnim wybrzeżu Morza Śródziemnego (teren późniejszej Palestyny, Syrii aż do Eufratu i Fenicji).
Południowa część obszarów Ziemi Kanaan wymieniana jest w Biblii jako ziemia obiecana Izraelitom przez Jahwe.

## Historia Kanaanu
Około 3000 roku p.n.e. na terenie dzisiejszej Palestyny pojawiła się cywilizacja epoki wczesnego brązu. To właśnie wtedy zaczęli osiedlać się na tym terenie Semici. W tekstach biblijnych nazywano ich Kananejczykami. Osiedlając się, zaczęli zajmować się rolnictwem, powstały pierwsze miasta, lecz z czasem napłynęli kolejni osadnicy. Około 2200 p.n.e. w Kanaanie pojawili się koczownicy, których Biblia nazywa Amorytami. Po nich przybyli Hebrajczycy. Częściowo odkryto dzieje tych terenów dzięki wykopaliskom w Ugarit (Ras Szamra). Znaleziono tam bibliotekę z tekstami zawierającymi między innymi mitologię ludu semickiego zamieszkującego okolice wybrzeża Morza Śródziemnego od XV do XIII wieku p.n.e. Echa tych wierzeń można znaleźć w najstarszych częściach Biblii, w niektórych Psalmach i w opisach walk religijnych między wyznawcami Złotego cielca, Baala i Królowej Niebios a Izraelitami. Ważnymi ośrodkami krainy Kanaan były też Sydon i Jerycho. 
Wykopaliska archeologiczne prowadzone na terenie Kanaanu pozwoliły odkryć liczne, niewielkie świątynie. Na wprost wejścia znajdowała się nisza na posąg bóstwa, który wykonany był z kamienia, drewna lub metalu. Obok znajdowały się sale przeznaczone dla kapłanów. Niektóre świątynie mogły być piętrowe. Odkryte gliniane modele wskazują na to, że czasami miały także wieże i dziedziniec. Bóstwom składano ofiary z pierworodnych dzieci, jagniąt, koźląt, oliwy, wina i palono wonności.
Badania archeologiczne w Sydonie wskazują, że potomkami ludu Kanaan są dzisiejsi Libańczycy.